# Germán Medina Triviño
Germán Medina Triviño (Florencia, 25 de febrero de 1960-Florencia, 30 de marzo de 2021) fue un político y empresario colombiano, que se desempeñó como gobernador del Departamento de Caquetá entre 2010 y 2011.

## Biografía
Estudió tecnología contable y tributaria y Administración de Mercadeo.
Miembro del Partido Liberal, tuvo una extensa carrera política, ocupando diversos cargos públicos, entre ellos el de Alcalde Local de Chapinero (Bogotá), Secretario de Educación de Florencia, Secretario de Gobierno de la misma ciudad y diputado y Presidente de la Asamblea Departamental de Caquetá. Así mismo, en 2003 y 2007 fue candidato a la Alcaldía de Florencia.
Acusado de tener vínculos con paramilitares de Huila, en 2000 se vio involucrado en la muerte de los profesores Héctor Manrique Peñuela y Jesús María Cuellar, que fueron asesinados por un grupo paramilitar al que Medina habría contactado para cometer el crimen. Por estos hechos, y por tener vínculos con las Autodefensas Unidas de Colombia, estuvo arrestado en la cárcel La Picota de Bogotá, en marzo de 2012, si bien salió de allí en mayo del mismo año debido a irregularidades cometidas durante su medida de aseguramiento. Medina negó las acusaciones.
Entre 2008 y 2010 fue asistente de la Cámara de Representantes. En 2010 fue elegido como Gobernador de Caquetá en elecciones extraordinarias, después de que el mandatario en funciones, Luis Francisco Cuéllar, fuera asesinado por las FARC. Resultó elegido con 36.960 votos, durante su mandato también contó con el apoyo del Partido Conservador y el Partido Polo Democrático. En esos comicios su principal rival fue Carlos Orlando Cuéllar (Partido de la U), sobrino del fallecido gobernador.
Entre 2020 y su muerte en 2021, ejerció como asesor de la Secretaría de Emprendimiento y Turismo del Alcalde de Florencia, Luis Antonio Ruiz.
Hacia las 9:30 AM del 30 de marzo de 2021, Medina fue asesinado cuando salía de su casa, en el sector de Torasso, en Florencia, víctima de dos sicarios que se transportaban en una motocicleta. Las autoridades ofrecieron $50 millones de recompensa por información sobre los responsables del asesinato. Su asesinato generó reacciones de diversos líderes políticos, entre ellos Mauricio Gómez Amín (Partido Liberal), Pablo Catatumbo y Rodrigo Londoño (Partido FARC).